# Uchenna Benneth Emenike
Uchenna Benneth Emenike (Port Harcourt, 15 dicembre 1969) è un ingegnere, scrittore e attore teatrale nigeriano.
Vive ed opera da anni in Italia. Parla e scrive in tre lingue: l'igbo, l'inglese e l'italiano

## Biografia
Frequenta le scuole primarie e secondarie nella città di Aba. Nel 1990 si è laureato in Chimica presso l'Università di Port Harcourt. 
Uchenna Benneth Emenike lascia la Nigeria nel 1992 per arrivare in Italia dove scopre l'amara realtà della vita da immigrato. Da autodidatta impara a leggere e scrivere la nuova lingua. Si cimenta in numerosi lavori per mantenersi e pagare un posto letto in un appartamento sovraffollato alla periferia di Roma: una volta il “vu compra”, un'altra volta il manovale o muratore, un'altra ancora tassista, ma tutto rigorosamente abusivo.
Dopo aver acquisito una discreta padronanza dell'italiano, comincia ad aiutare altri immigrati a trovare casa fino a quando la sorte non gli riserva una spiacevole sorpresa. Per una brutta storia di droga all'improvviso Emenike finisce in carcere ma non si dà per vinto. Durante il periodo di prigionia scopre molteplici passioni, talenti e doti che lo tengono impegnato, riempiendo le sue giornate. Tra le tante attività culturali, ricreative, sociali e lavorative che svolge all'interno dell'Istituto penitenziario di Rebibbia a Roma prevale, in termine di impegno intellettuale, quella di scrivere romanzi ed articoli giornalistici, oltre a quella dello studio.
Entra a far parte di una compagnia teatrale costituita all'interno del carcere: il gruppo teatrale dei "Liberi Artisti Associati". Essa fa parte, a sua volta, del circolo ARCI "La Rondine", di cui diventa vicepresidente. Nello stesso circolo opera la redazione di una rivista bimestrale che tratta argomenti riguardanti il mondo delle carceri, ed Emenike comincia a scrivere le sue riflessioni su argomenti sociali e politici.
Oggi esercita la sua professione di ingegnere informatico, scrive romanzi e si dedica al teatro.

## Scritti
Emenike si ispira al grande scrittore nigeriano Chinua Achebe, considerato il padre della letteratura africana moderna in lingua inglese. E così che prenderà forma "The oracle of the cavern", la sua opera prima mai pubblicata: è una storia ambientata in un villaggio nigeriano tra gli anni '50 e la fine degli anni '60 e racconta la vicenda di due adolescenti innamorati in un'epoca in cui le relazioni pre-matrimoniali fra un ragazzo ed una ragazza erano considerate un tabù ed i matrimoni erano combinati dalle famiglie. Il romanzo vuol essere nell'intento di Emenike il sequel de "Il crollo" (titolo originario "Things Fall Apart", 1958) di Achebe: "Ho voluto continuare la storia da lui narrata riprendendo in qualche modo dal punto dove lui si era fermato. In ogni caso, non c'è alcun riferimento o collegamento fra le due storie, ma è stato questo desiderio di raccontare il dopo di quella storia che mi ha trascinato a scrivere il mio romanzo" ha dichiarato lo scrittore.
"Mandy" invece, anch'esso non pubblicato, è la storia commovente e coinvolgente di una ragazza bellissima, attraente ed intelligente, tacciata di essere una "mangia uomini". Nutre un odio viscerale per il sesso maschile dopo l'abbandono subito dal padre dopo la sua nascita.
Nel 2005 Emenike riesce finalmente a pubblicare il suo primo romanzo "Sogni infranti", edito da Jaca Book, in cui racconta la sua storia di riscatto sociale: la sua è infatti un'opera autobiografica il cui protagonista è un giovane nigeriano con tanti sogni nel cassetto che parte per l'Italia, dove però il suo sogno si trasforma in incubo. "Tutte le persone che emigrano dal proprio paese di origine per andare a vivere altrove, portano con sé un sogno", questo è il significato del libro di Emenike. "In molti casi questi sogni non vengono mai realizzati, ma intanto diventano il traino della vita stessa". Nel romanzo l'autore mette sotto i riflettori i problemi della prostituzione e della droga, ma anche la mancanza di norme legislative di garanzia e d'aiuto verso gli immigrati desiderosi di approdare ad una vita normale dopo avere intrapreso un viaggio, spesso senza ritorno.
Con "Sogni infranti" arriva anche l'interessamento di un grande produttore cinematografico, Fabrizio Mosca della casa produttrice Titti Film, che ne acquista i diritti. È lo stesso produttore del film "I cento passi" di Marco Tullio Giordana e di "Nuovo Mondo" di Emanuele Crialese.

## Teatro
La recitazione è la seconda passione dopo la scrittura di Emenike. Grazie alla Compagnia dei Liberi Artisti Associati, fondata da un gruppo di reclusi del Carcere di Rebibbia, ha interpretato Calibano nella "Tempesta" di Shakespeare, (versione in napoletano seicentesco firmata da Eduardo De Filippo), e si è cimentato nei panni di Laerte nell'"Amleto", che lo ha portato a calcare il palcoscenico del Teatro Eliseo di Roma.